# Maassluis
Maassluis és un municipi de la província d'Holanda del Sud, al sud dels Països Baixos. L'1 de gener del 2009 tenia 31.418 habitants repartits sobre una superfície de 10,11 km² (dels quals 1,62 km² corresponen a aigua). Limita al nord amb Rotterdam, Westland i Midden-Delfland, a l'est amb Vlaardingen i al sud amb Rozenburg.

## Ajuntament
- PvdA 8 regidors
- CDA 4 regidors
- Maassluis Belang 3 regidors
- Verenigde Senioren Partij 3 regidors
- VVD 3 regidors
- ChristenUnie 1 regidor
- SP 1 regidor

## Galeria d'imatges

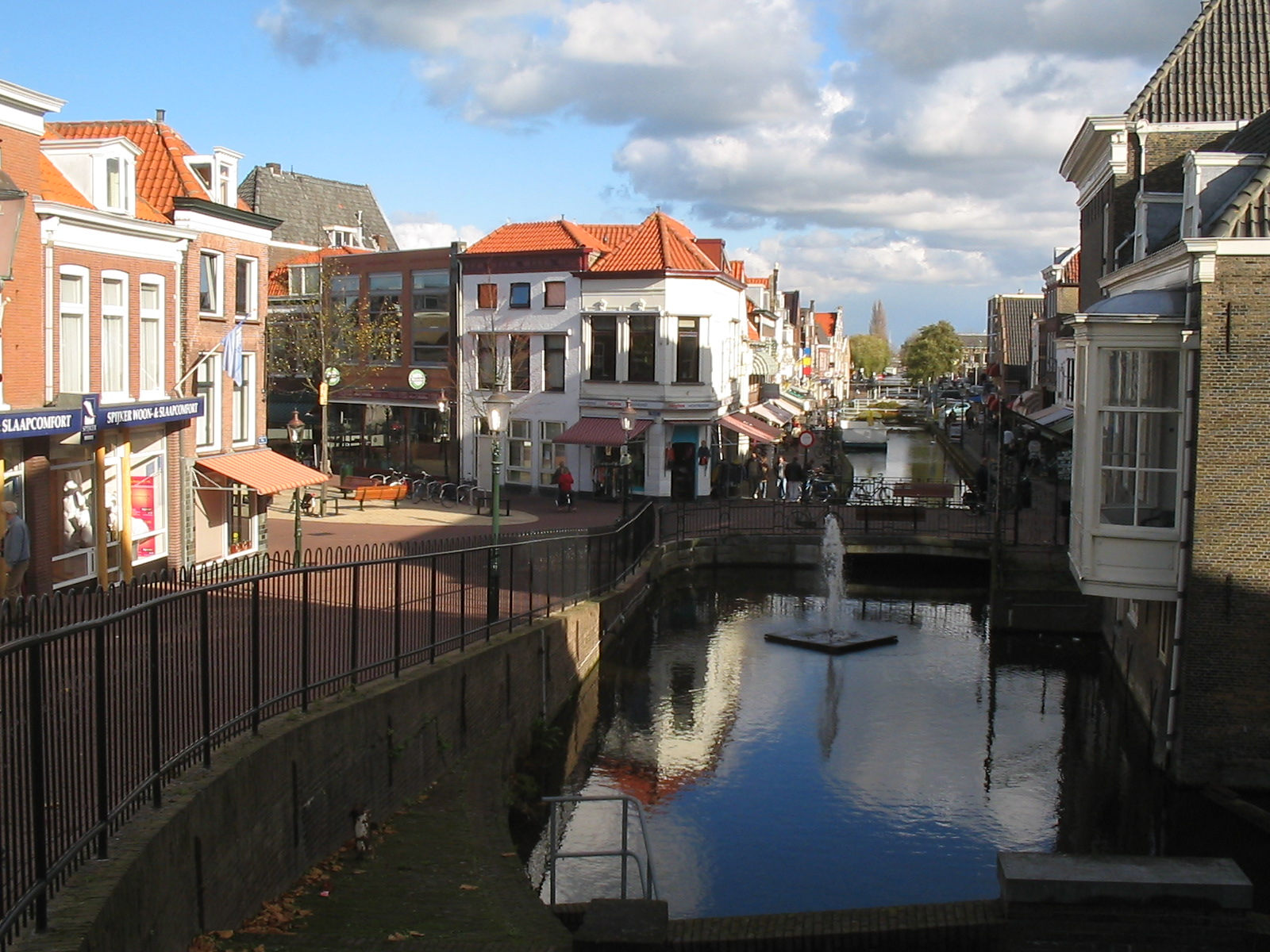
Centrum/De Wip
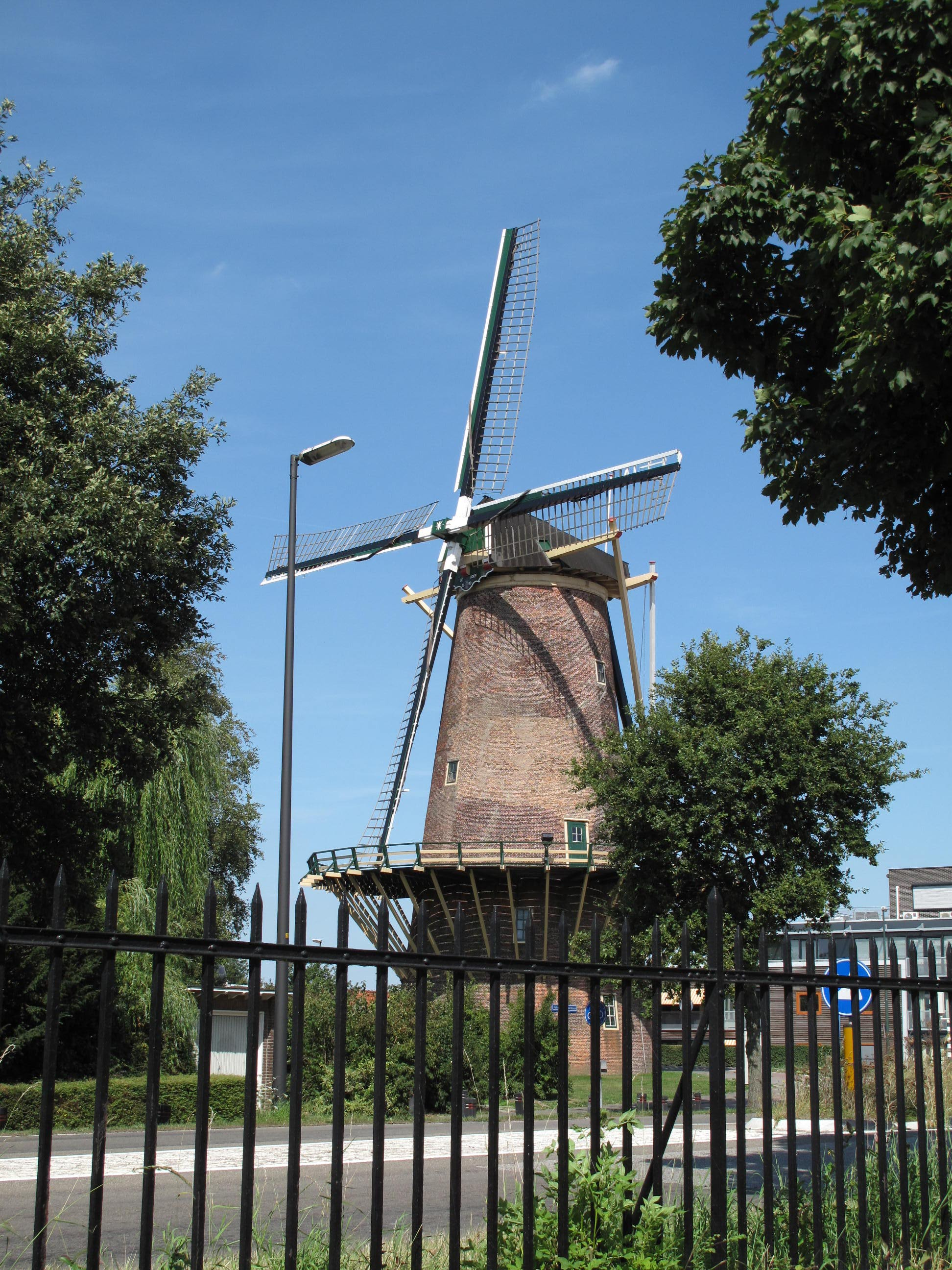
Molí de Vent
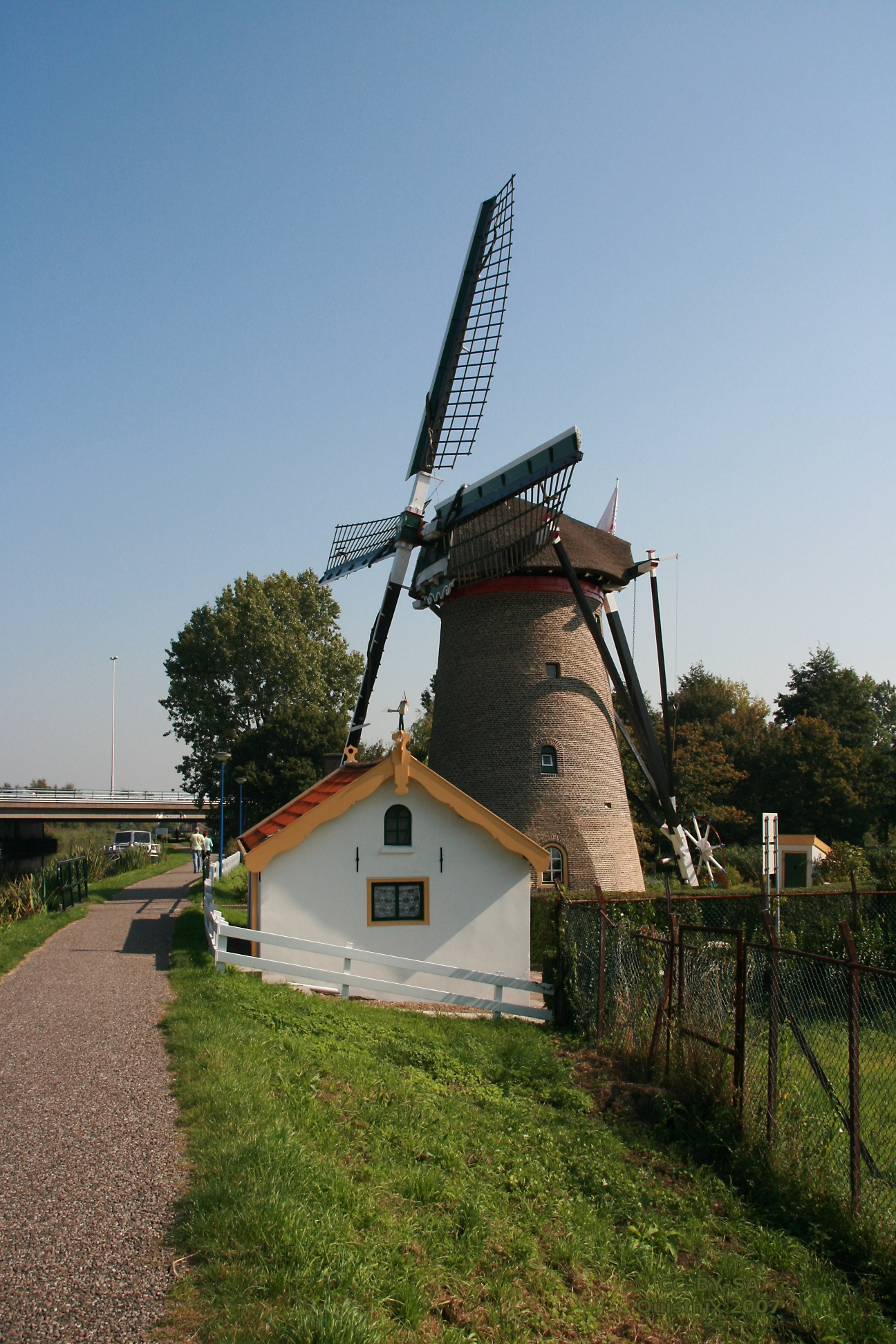
Wippermolen

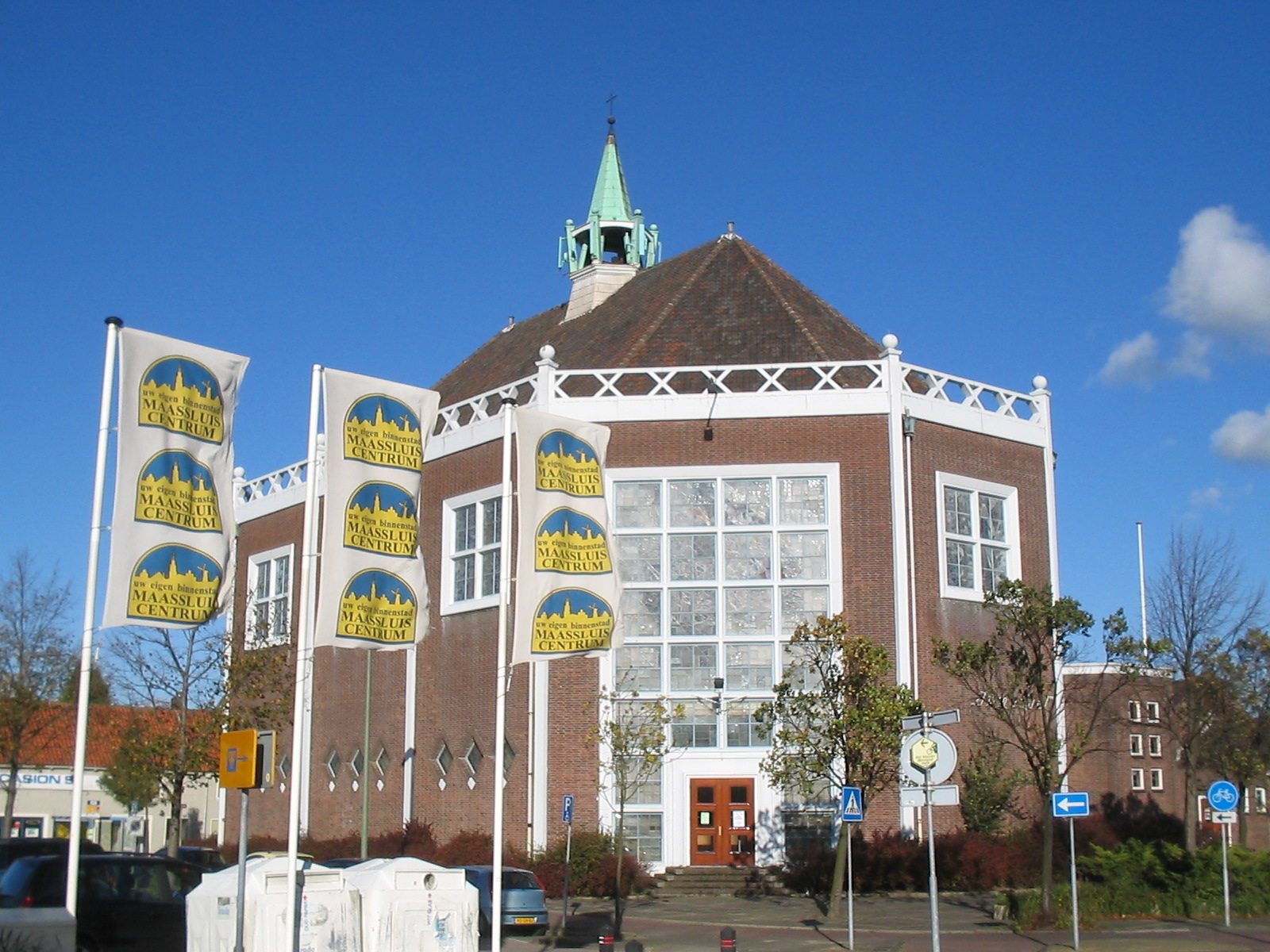
Immanuëlkerk